# كأس اليونان 1957–58
كأس اليونان 1957–58 (باليونانية: Κύπελλο Ελλάδος ποδοσφαίρου ανδρών 1957-58) هو الموسم 16 من كأس اليونان. أشرف على تنظيمه الاتحاد الإغريقي لكرة القدم، وفاز فيه نادي أولمبياكوس.